# Omloop Het Volk 2005
L'Omloop Het Volk 2005, cinquantottesima edizione della corsa, valido come evento dell'UCI Europe Tour 2005 categoria 1.HC, si svolse il 26 febbraio 2005 per un percorso di 201 km. Fu vinto dal belga Nick Nuyens, che terminò la gara in 5h06'00" alla media di 39,412 km/h.
Dei 176 ciclisti alla partenza furono in 75 a portare a termine il percorso.

## Ordine d'arrivo (Top 10)
| Pos. | Corridore        | Squadra         | Tempo    |
| ---- | ---------------- | --------------- | -------- |
| 1    | Nick Nuyens      | Quick Step      | 5h06'00" |
| 2    | Tom Boonen       | Quick Step      | a 14"    |
| 3    | Steven de Jongh  | Rabobank        | s.t.     |
| 4    | Nico Eeckhout    | Ch. Jacques     | s.t.     |
| 5    | Bert De Waele    | Landbouwkrediet | s.t.     |
| 6    | Uroš Murn        | Phonak          | s.t.     |
| 7    | Roy Sentjens     | Rabobank        | s.t.     |
| 8    | Max van Heeswijk | Discovery Ch.   | s.t.     |
| 9    | Karsten Kroon    | Rabobank        | s.t.     |
| 10   | Ludo Dierckxsens | Landbouwkrediet | s.t.     |